# Бушув (Стшелецько-Дрезденецький повіт)
Бушув (пол. Buszów) — село в Польщі, у гміні Стшельці-Краєнські Стшелецько-Дрезденецького повіту Любуського воєводства.
Населення — 325 осіб (2011).
У 1975-1998 роках село належало до Гожовського воєводства.

## Демографія
Демографічна структура станом на 31 березня 2011 року:
|          | Загалом | Допрацездатний вік | Працездатний вік | Постпрацездатний вік |
| -------- | ------- | ------------------ | ---------------- | -------------------- |
| Чоловіки | 162     | 38                 | 114              | 10                   |
| Жінки    | 163     | 39                 | 91               | 33                   |
| Разом    | 325     | 77                 | 205              | 43                   |